# 오르페의 유언
오르페의 유언(Le Testamanet D'Orphee, The Testament Of Orpheus)은 프랑스에서 제작된 장 콕토 감독의 1960년 드라마 영화이다. 장 콕토 등이 주연으로 출연하였다.

## 출연

### 주연
- 장 콕토
- 에두아르 데르미스
- 장 마라이
- 마리아 카사레

### 조연
- 클라우디안 아우거
- 찰스 아즈나버
- 루시아 보세
- 율 브린너
- 프랑수아즈 크리스토프

## 제작진
- 미술: 피에르 구프로이